# Matern Hatten
Matern Hatten (* um 1470 in Speyer; † 14. März 1546 in Straßburg) war Priester, Humanist und Anhänger der lutherischen Lehre.

## Die Speyerer Jahre (um 1470 bis 1527)

### Herkunft und Familie
Matern Hatten wurde um 1470 in Speyer wahrscheinlich als Sohn des Matern von Hatten und seiner Gemahlin Margarethe(?) Ruß geboren. Über Kindheit und Jugend von Matern Hatten ist nichts überliefert. Die Herkunft seiner Familie ist zwar nicht vollends gesichert, dürfte aber zumindest väterlicherseits in Hatten bei Weißenburg im Elsass zu lokalisieren sein. Sie kam wohl im 15. Jahrhundert nach Speyer und wurde bald ratsfähig.
Hattens Mutter war eine geborene Ruß bzw. Reuß, wie er gelegentlich anstelle von Hatten genannt wird. Ihr Vater war vermutlich der im Juni 1479 verstorbene Speyerer Bürger Konrad Ruß. Sein Sohn und damit Materns Mutters wahrscheinlicher Bruder Johannes war seit 1471 Vikar am Domstift und Angehöriger der Größeren Dombruderschaft. Vermutlich war Hatten über seine Mutter auch mit dem Vikar Bernhard Ruß verwandt, der von 1464 bis 1495 eine der beiden domstiftischen Königspfründen besaß. Ferner hatte Matern einen Bruder namens Valentin, der ebenfalls Speyerer Kleriker war.

### Schulische Bildung und Studium
Über Hattens schulische Bildung ist nichts bekannt. Er studierte an der renommierten Universität Leipzig, wo er sich im Wintersemester 1496/97 als Maternus Reuß de Spira immatrikulieren ließ. Ein akademischer Grad ist für ihn nicht nachweisbar.

### Vikar im Domstift
Zwischen 1495 und 1503 war Hatten Vikar am St. Christophorus-Altar in der gleichnamigen Kapelle der Speyerer Dompropstei. Von 1504 bis 1527 war er einer der vier Martinsherren (Priester in der St. Martinskapelle). Ende November 1526 hatte ihm der Speyerer Magistrat die vakante Kaplaneipfründe des Anthoniusaltars in der Anthoniuskapelle auf dem Gelände des St. Georgenhospitals übertragen, die Hatten aber bereits zwei Monate später resignierte. Im Juni 1527 erhob das Domkapitel gegen Hatten den Verdacht des Luthertums und die Anklage, eine Zeitlang keine Messe gelesen zu haben. Am 12. Juli 1527 wurde er schließlich wegen seiner lutherischen Neigungen und weil er seit geraumer Zeit keine Messe mehr gelesen hatte vom Domkapitel dauerhaft suspendiert. Einige Wochen später konnte er seine Pfründe gegen eine Vikariatspfründe der 1524 lutherisch gewordenen Thomaskirche in Straßburg permutieren. Bis zu seiner Übersiedelung nach Straßburg versah er vermutlich weiterhin seinen Dienst als Martinsherr, aber gewiss nur insofern, als es mit Luthers Lehre vereinbar war.

## Maternus Hattenus alias Reußals wichtiges Glied des humanistischen Netzwerks am Oberrhein
Matern Hatten war eine zentrale Figur des Speyerer Humanistenzirkels. Wohl noch im Erscheinungsjahr schickte er dem berühmten Straßburger Humanisten Sebastian Brant als Geschenk einen 1502 in Speyer verlegten Druck eines Gedichts des Humanisten Adam Werner von Themar. Bis nachweislich zum Jahr 1522 stand Hatten in engem freundschaftlichen Kontakt mit dem großen Gelehrten Erasmus von Rotterdam. Mit dem Dominikaner und späteren Straßburger Reformator Martin Bucer, dem er 1520/21 nach seiner Flucht aus dem Heidelberger Dominikanerkloster Unterschlupf gewährte und zum Dispens von seinen Ordensgelübden verhalf, verband ihn eine lebenslange innige Freundschaft. Auch mit dem berühmten Baseler Drucker und Verleger Johannes Froben muss Hatten gut befreundet gewesen sein. Ferner zählten die Theologen Johannes Brenz und Theobald Billicanus sowie der elsässische Humanist Johannes Sapidus zu Hattens Freundeskreis.

## Die Straßburger Jahre (1527–1546)

### Einbürgerung und Vikar an der Thomaskirche
Am 31. August 1527 erwarb Matern Hatten das Straßburger Bürgerrecht. Am 5. September 1527 wurde er mit Unterstützung Bucers, der seit 1523 in Straßburg lebte und wirkte, Vikar am Altar des Erzengels Michael und aller Engel in der Thomaskirche. 1534 gab Hatten in der Straßburger Offizin von Johann Albrecht eine theologische Streitschrift des italienischen Humanisten und Dichters Giovanni Pierio Valeriano heraus. Um 1536/37 ist Hatten als Dorfpfarrer im elsässischen Westhoffen belegt.

### Heirat, Familie und Tod
Vor dem Juli 1537 heiratete Hatten die aus Regensburg nach Straßburg zugewanderte Barbara Hager, die ihre Tochter Apollonia mit in die Ehe brachte und noch den gemeinsamen Sohn Hieronymus gebar. Apollonia war mit Andreas Ulberger verheiratet, der in Speyer das Färberhandwerk ausübte. Hieronymus war ebenfalls Färber und heiratete eine gewisse Agnes Stock. Sie hatten die zwei Söhne Philipp und Hieronymus. Agnes war bereits vor dem 20. Mai 1546 verstorben. Ihr Gemahl Hieronymus überlebte sie um mehr als zwei Dezennien. Matern Hatten starb am 14. März 1546. Nach seinem Tod setzte sich der bedeutende Reformator und Schulvisitator Caspar Hedio für die Übertragung von Hattens vakant gewordener Pfründe auf die armen Schüler des theologischen Studienstifts Collegium Wilhelmitanum ein, das der Straßburger Magistrat auf Betreiben Hedios 1544 im ehemaligen Wilhelmitenkloster gegründet hatte.